# Liste profanierter Kirchen im Bistum Würzburg
Die Liste profanierter Kirchen im Bistum Würzburg führt Kirchen- und Kapellengebäude im Bistum Würzburg auf, die profaniert wurden. Sie wurden oder werden verkauft, umgebaut oder abgerissen.

## Liste
| Bild | Kirche                                    | Ort                                      | Baujahr | Profaniert         | Bemerkungen |
| --- | ----------------------------------------- | ---------------------------------------- | ------- | ------------------ | --- |
| | St. Wolfgang                              | Wörth am Main                            |         | 28. September 1903 | Durch St.-Nikolaus-Kirche ersetzt, Nachnutzung seit 1991 als Schifffahrts- und Schiffbaumuseum Wörth am Main                                                                                 |
| | St. Kilian (Klosterkirche)                | Bad Neustadt an der Saale (OT Lebenhan)  | 1246    | 23. November 2008  | Nachnutzung des Klosters durch die gemeinnützige Stiftung „Weltkulturerbe der Weisheitslehren“ Aufstellung des Hochaltars im Kloster in Betzdorf, Überführung der Kirchenbänke nach Rumänien |
| | St. Alfons (Klosterkirche)                | Hofheim in Unterfranken (OT Eichelsdorf) |         | 2. Dezember 2008   | Verkauf des Klosters und Umbau des Kirchengebäudes zum Konzertsaal |
| Bild gesucht Die Wikipedia wünscht sich an dieser Stelle ein Bild vom hier behandelten Ort. Falls du dabei helfen möchtest, erklärt die Anleitung , wie das geht. BW | Auferstehung unseres Herrn Jesus Christus | Sailauf                                  | 1969/71 | 11. März 2009      | Letzte Gottesdienstfeier an Allerheiligen 2008; Abriss des Kirchengebäudes im Juli/August 2009 heute Nutzung der nahegelegenen St.-Vitus-Kirche                                              |
| | Sel. Immina                               | Himmelstadt                              | 1963/65 | 26. Februar 2010   | Abriss im Oktober/November 2010, Neubau eines gleichnamigen Pfarrzentrums an gleicher Stelle heute Nutzung der benachbarten St.-Jakobus-Kirche                                               |
| Bild gesucht Die Wikipedia wünscht sich an dieser Stelle ein Bild vom hier behandelten Ort. Falls du dabei helfen möchtest, erklärt die Anleitung , wie das geht. BW | St. Pius                                  | Burkhardroth-Waldfenster                 | 1965/66 | 2018               | Abriss im Sommer 2018, ersetzt durch einen 2021 fertiggestellten Erweiterungsbau der alten Pfarrkirche Mariä Himmelfahrt                                                                     |
| Bild gesucht Die Wikipedia wünscht sich an dieser Stelle ein Bild vom hier behandelten Ort. Falls du dabei helfen möchtest, erklärt die Anleitung , wie das geht. BW | Sel. Liborius Wagner                      | Stadtlauringen-Altenmünster              | 1990    | 29. September 2019 | Verkauf des Anwesens Pilgerhof einschließlich des Kirchengebäudes Umbau der Scheunenkirche zu Kultur- und Festscheune Aufstellung der Orgel nach Umbau in der Kirche von Ballingshausen      |
| | Liborius-Wagner-Kirche                    | Kahl am Main (OT Heide)                  | 1987    | 1. März 2024       | Umnutzung des Kirchengebäudes als Begegnungszentrum geplant |
| | Maria Hilfe der Christen                  | Rüdenhausen                              | 1953    | 15. März 2024      | |